# Juncus laccatus
Juncus laccatus är en tågväxtart som beskrevs av P.F.Zika. Juncus laccatus ingår i släktet tåg, och familjen tågväxter. Inga underarter finns listade i Catalogue of Life.